# Kristin Gierisch
Kristin Gierisch (Zwickau, RDA, 20 de agosto de 1990) es una deportista alemana que compite en atletismo, especialista en la prueba de triple salto.
Ganó una medalla de plata en el Campeonato Mundial de Atletismo en Pista Cubierta de 2016, una medalla de plata en el Campeonato Europeo de Atletismo de 2018 y una medalla de oro en el Campeonato Europeo de Atletismo en Pista Cubierta de 2017.

## Palmarés internacional
| Campeonato Mundial en Pista Cubierta | Campeonato Mundial en Pista Cubierta | Campeonato Mundial en Pista Cubierta | Campeonato Mundial en Pista Cubierta |
| Año                                  | Lugar                                | Medalla                              | Prueba                               |
| ------------------------------------ | ------------------------------------ | ------------------------------------ | ------------------------------------ |
| 2016                                 | Portland (Estados Unidos)            | Medalla de plata                     | Triple salto                         |
| Campeonato Europeo                   |                                      |                                      |                                      |
| Año                                  | Lugar                                | Medalla                              | Prueba                               |
| 2018                                 | Berlín (Alemania)                    | Medalla de plata                     | Triple salto                         |
| Campeonato Europeo en Pista Cubierta |                                      |                                      |                                      |
| Año                                  | Lugar                                | Medalla                              | Prueba                               |
| 2017                                 | Belgrado (Serbia)                    | Medalla de oro                       | Triple salto                         |